# 肖坎 (紐約州)
肖坎（英語：Shokan）是位於美國紐約州阿爾斯特縣的普查規定居民點。

## 人口
根據2020年美國人口普查的數據，肖坎的面積為10.08平方千米，皆為陸地。當地共有人口1075人，而人口密度為每平方千米106.65人。